# Resolució 248 del Consell de Seguretat de les Nacions Unides
La Resolució 248 del Consell de Seguretat de les Nacions Unides, aprovada per unanimitat el 24 de març de 1968, després de rebre cartes de Jordània i Israel, així com informació complementària del Cap d'Estat Major de l'Organisme de les Nacions Unides per la Vigilància de la Treva, el Consell va reafirmar les seves resolucions anteriors i va condemnar la batalla de Karameh acció militar llançada per Israel en flagrant violació de la Carta de les Nacions Unides. El Consell va lamentar tots els incidents violents en violació de l'alto el foc i va demanar a Israel que desistís d'actes i activitats en contra de la resolució 237.